# Tania Sachdev
Tania Sachdev (Delhi, 20 de agosto de 1986) es una jugadora de ajedrez india que ostenta los títulos FIDE de Maestro Internacional (MI) y Gran Maestra Femenina (WGM). También es presentadora y comentarista de ajedrez.

## Primeros años
Nacida en Delhi, Sachdev fue introducida en el ajedrez por su madre, Anju, a la edad de 6 años. Sus padres le proporcionaron formación profesional. Consiguió su primer título internacional cuando tenía ocho años. Fue entrenada por el ajedrecista KC Joshi durante sus primeros años. Aún de niña, ganó múltiples eventos, como el Campeonato de India Sub-12 y el Campeonato Asiático Femenino Sub-14 en 2000, además de la medalla de bronce en el Campeonato Mundial Juvenil de Ajedrez 1998 en la división femenina sub-12. En 2002, ganó el Campeonato Asiático Juvenil Femenino en Marawila, población al oeste de Sri Lanka.

## Carrera
En 2005, se convirtió en la octava jugadora india en recibir el título de Gran Maestra Femenina. Ganó el Campeonato Nacional de Ajedrez Femenino Premier de la India en 2006 y 2007. En 2007, también ganó el Campeonato Asiático de Ajedrez Femenino con 6½ puntos en nueve rondas en Teherán. Recibió el prestigioso premio Arjuna en 2009. En 2016, Sachdev ganó el premio a la mejor jugadora en el Abierto de Reikiavik y el título de campeona femenina de la Commonwealth en Kalutara.
Ha jugado para el equipo nacional de India en las Olimpiadas de Ajedrez desde 2008, el Campeonato Mundial Femenino por Equipos en 2009 y 2011, el Campeonato Asiático Femenino por Equipos desde 2003, los Juegos Asiáticos de 2006 y los Juegos Asiáticos Bajo Techo de 2009. Ganó la medalla de bronce individual para el tablero 3 en la Olimpiada de Ajedrez Femenina de 2012 en Estambul, cuatro medallas de plata por equipos (en 2008, 2009, 2012 y 2014) y cuatro individuales (tres de plata y una de bronce) en el Campeonato Asiático Femenino por Equipos.
Sachdev ha presentado un DVD de estrategia de Fritztrainer para ChessBase y fue miembro del equipo de comentaristas oficiales del Campeonato Mundial 2013 (Chennai) entre Magnus Carlsen y Viswanathan Anand.

## Vida personal
Sachdev completó sus estudios en Modern School en Vasant Vihar en Delhi y se graduó en Sri Venkateswara College.
Está patrocinada por Red Bull. Se casó con el arquitecto delí Viraj Kataria en noviembre de 2014.